# Saint-Martin-Laguépie
Saint-Martin-Laguépie (okzitanisch Sent Martin de la Guépia) ist eine französische Gemeinde mit 396 Einwohnern (Stand 1. Januar 2022) im Département Tarn in der Region Okzitanien. Sie gehört zum Arrondissement Albi und zum Kanton Carmaux-2 Vallée du Cérou.

## Geographie
Die Gemeinde liegt rund 30 Kilometer nordwestlich von Albi an der Grenze zu den benachbarten Départements Tarn-et-Garonne und Aveyron. Der Ort Saint-Martin-Laguépie liegt am Südufer des Flusses Aveyron, an der Einmündung seines Nebenflusses Viaur, der zuvor auch noch seinen Zufluss Candour aufgenommen hat. Nachbargemeinden sind:
- Laguépie im Norden (Dép. Tarn-et-Garonne),
- Saint-André-de-Najac im Nordosten (Dép. Aveyron),
- Saint-Christophe im Osten,
- Laparrouquial im Südosten,
- Lacapelle-Ségalar und Bournazel im Süden,
- Mouzieys-Panens im Südwesten,
- Milhars im Westen
- Varen (Dép. Tarn-et-Garonne) und Le Riols im Nordwesten.

## Bevölkerungsentwicklung
| Jahr      | 1962 | 1968 | 1975 | 1982 | 1990 | 1999 | 2011 |
| Einwohner | 542  | 530  | 457  | 412  | 401  | 432  | 420  |

## Sehenswürdigkeiten
- Burg (12. Jahrhundert, restauriert 1998)